# Fornelos de Montes
Fornelos de Montes est une commune de la province de Pontevedra en Espagne située dans la communauté autonome de Galice.